# Élections législatives de 1981 dans le Doubs
Les élections législatives françaises de 1981 dans le Doubs se déroulent les 14 et 21 juin 1981.

## Élus
| Circonscription | Député sortant   | Parti | Parti | Député élu ou réélu | Parti | Parti |
| --------------- | ---------------- | ----- | ----- | ------------------- | ----- | ----- |
| 1re             | Raymond Tourrain |       | RPR   | Joseph Pinard       |       | PS    |
| 2e              | Guy Bêche        |       | PS    | Guy Bêche           |       | PS    |
| 3e              | Roland Vuillaume |       | RPR   | Roland Vuillaume    |       | RPR   |

## Positionnement des partis
La majorité sortante UDF-RPR-CNIP se présente sous le sigle « Union pour la nouvelle majorité », le Parti socialiste unifié sous l'étiquette « Alternative 81 ». Quant aux écologistes proches de Brice Lalonde, ex-candidat à la présidentielle, ils se réunissent sous la bannière « Aujourd'hui l'écologie ».

## Résultats

### Résultats à l'échelle du département
| Parti          | Parti                                      | Premier tour | Premier tour | Second tour | Second tour | Sièges |
| Parti          | Parti                                      | Voix         | %            | Voix        | %           | Sièges |
| -------------- | ------------------------------------------ | ------------ | ------------ | ----------- | ----------- | ------ |
|                | Parti socialiste                           | 83 718       | 41,93        | 121 595     | 55,28       | 2      |
|                | Parti communiste français                  | 17 667       | 8,85         |             |             | 0      |
|                | Majorité présidentielle                    | 101 385      | 50,78        | 121 595     | 55,28       | 2      |
|                |                                            |              |              |             |             |        |
|                | Rassemblement pour la République           | 77 020       | 38,57        | 98 350      | 44,72       | 1      |
|                | Divers droite                              | 11 402       | 5,71         | Retrait     | Retrait     | 0      |
|                | Union pour la démocratie française         | 973          | 0,49         |             |             | 0      |
|                | Union pour la nouvelle majorité            | 89 395       | 44,77        | 98 350      | 44,72       | 1      |
|                |                                            |              |              |             |             |        |
|                | Parti socialiste unifié                    | 3 895        | 1,95         |             |             | 0      |
|                | Divers écologiste (Aujourd'hui l'écologie) | 2 699        | 1,35         | 0           |             |        |
|                | Extrême gauche (dont LO et LCR)            | 2 294        | 1,15         | 0           |             |        |
|                |                                            |              |              |             |             |        |
| Inscrits       | Inscrits                                   | 295 531      | 100,00       | 295 504     | 100,00      | 3      |
| Abstentions    | Abstentions                                | 93 286       | 31,57        | 71 940      | 24,34       |        |
| Votants        | Votants                                    | 202 245      | 68,43        | 223 564     | 75,66       |        |
| Blancs et nuls | Blancs et nuls                             | 2 577        | 1,27         | 3 619       | 1,62        |        |
| Exprimés       | Exprimés                                   | 199 668      | 98,73        | 219 945     | 98,38       |        |

### Résultats par circonscription

#### Première circonscription (Besançon)
| Candidat       | Candidat                 | Parti          | Premier tour | Premier tour | Second tour | Second tour |  |
| Candidat       | Candidat                 | Parti          | Voix         | %            | Voix        | %           |  |
| -------------- | ------------------------ | -------------- | ------------ | ------------ | ----------- | ----------- |  |
|                | Joseph Pinard élu        | PS             | 32 199       | 42,15        | 47 799      | 55,33       |  |
|                | Raymond Tourrain sortant | RPR (UNM)      | 30 765       | 40,27        | 38 587      | 44,67       |  |
|                | Martial Bourquin         | PCF            | 4 975        | 6,51         |             |             |  |
|                | Timothée Franck          | Divers droite  | 2 718        | 3,56         |             |             |  |
|                | Christian Taillard       | MÉP            | 2 699        | 3,53         |             |             |  |
|                | Jean-Richard Sulzer      | UDF (Rad)      | 973          | 1,27         |             |             |  |
|                | Madeleine Laude          | PSU            | 898          | 1,18         |             |             |  |
|                | Martine Bultot           | CCA            | 616          | 0,81         |             |             |  |
|                | Nicole Friess            | LO             | 545          | 0,71         |             |             |  |
|                |                          |                |              |              |             |             |  |
| Inscrits       | Inscrits                 | Inscrits       | 113 680      | 100,00       | 113 645     | 100,00      |  |
| Abstentions    | Abstentions              | Abstentions    | 36 532       | 32,14        | 26 019      | 22,89       |  |
| Votants        | Votants                  | Votants        | 77 148       | 67,86        | 87 626      | 77,11       |  |
| Blancs et nuls | Blancs et nuls           | Blancs et nuls | 760          | 0,99         | 1 240       | 1,42        |  |
| Exprimés       | Exprimés                 | Exprimés       | 76 388       | 99,01        | 86 386      | 98,58       |  |

#### Deuxième circonscription (Montbéliard)
| Candidat       | Candidat                | Parti          | Premier tour | Premier tour | Second tour | Second tour |  |
| Candidat       | Candidat                | Parti          | Voix         | %            | Voix        | %           |  |
| -------------- | ----------------------- | -------------- | ------------ | ------------ | ----------- | ----------- |  |
|                | Guy Bêche sortant réélu | PS             | 37 196       | 49,47        | 53 383      | 65,21       |  |
|                | Jean Rosselot           | RPR (UNM)      | 24 420       | 32,48        | 28 480      | 34,79       |  |
|                | Serge Paganelli         | PCF            | 10 665       | 14,19        |             |             |  |
|                | Georges Minazzi         | PSU            | 1 769        | 2,35         |             |             |  |
|                | Christian Driano        | LO             | 894          | 1,19         |             |             |  |
|                | Jean-Claude Mamet       | LCR            | 237          | 0,32         |             |             |  |
|                | Claude Pardonnet        | CCA            | 2            | 0            |             |             |  |
|                |                         |                |              |              |             |             |  |
| Inscrits       | Inscrits                | Inscrits       | 113 891      | 100,00       | 113 919     | 100,00      |  |
| Abstentions    | Abstentions             | Abstentions    | 37 492       | 32,92        | 30 674      | 26,93       |  |
| Votants        | Votants                 | Votants        | 76 399       | 67,08        | 83 245      | 73,07       |  |
| Blancs et nuls | Blancs et nuls          | Blancs et nuls | 1 216        | 1,59         | 1 382       | 1,66        |  |
| Exprimés       | Exprimés                | Exprimés       | 75 183       | 98,41        | 81 863      | 98,34       |  |

#### Troisième circonscription (Pontarlier)
| Candidat       | Candidat                       | Parti          | Premier tour | Premier tour | Second tour | Second tour |  |
| Candidat       | Candidat                       | Parti          | Voix         | %            | Voix        | %           |  |
| -------------- | ------------------------------ | -------------- | ------------ | ------------ | ----------- | ----------- |  |
|                | Roland Vuillaume sortant réélu | RPR (UNM)      | 21 835       | 45,40        | 31 283      | 60,51       |  |
|                | Joseph Parrenin                | PS             | 14 323       | 29,78        | 20 413      | 39,49       |  |
|                | André Cuinet                   | Divers droite  | 8 684        | 18,06        | Retrait     | Retrait     |  |
|                | Jean-Michel Jussiaux           | PCF            | 2 027        | 4,21         |             |             |  |
|                | Gérard Magnin                  | PSU            | 1 228        | 2,55         |             |             |  |
|                |                                |                |              |              |             |             |  |
| Inscrits       | Inscrits                       | Inscrits       | 67 960       | 100,00       | 67 940      | 100,00      |  |
| Abstentions    | Abstentions                    | Abstentions    | 19 262       | 28,34        | 15 247      | 22,44       |  |
| Votants        | Votants                        | Votants        | 48 698       | 71,66        | 52 693      | 77,56       |  |
| Blancs et nuls | Blancs et nuls                 | Blancs et nuls | 601          | 1,23         | 997         | 1,89        |  |
| Exprimés       | Exprimés                       | Exprimés       | 48 097       | 98,77        | 51 696      | 98,11       |  |